# GCB47
GCB47（ゴトウチ　キャラバンド　ヨンジュウナナ、通称は「ジーシービーヨンジュウナナ」)は、日本のロックバンドである。バンマスの石田洋介以外の全メンバーがご当地キャラクターで構成されており、全員が実際に楽器を演奏する。
テーマソング「GCB47のテーマ～GO.TO.U.CHIラブ！」の歌詞「メンバーチェンジは多めです」のとおり、メンバーの状況に応じて各地のご当地キャラクターが臨時参入したり、バンドマスター＆ボーカルである石田洋介すら交代したりしたこともあり、そのスタイルは可変性が高い。が、いずれの場合も「ガチ演奏」である。徳間ジャパンよりシングルデビューもしている。

## メンバー
- 戸越銀次郎（キーボード）。戸越銀座商店街公式マスコットキャラクター[1]。
- カパル（ベース）。河童の姿をしている、公益財団法人 志木市文化スポーツ振興公社マスコットキャラクター[2]。
- ニャジロウ（ドラムス）。秋田発の猫キャラクター[3]。2019.7月をもって脱退を表明。
- ブッシャア・アズナブル（ドラムス）。ふなっしーファミリーの一員（ふなっしーの説明によれば「遠い親戚のおじさんみたいなもの」）。2015年「機動戦士ガンダム　ORIGIN」アニメ化イベントの際に登場。2017年ふなっしーのZeppTokyoでのファンミーティングから復活。ニャジロウ脱退に伴いメンバーに（正式メンバーかどうかは2019年時点不明。暫定の可能性あり）。
- スパンキー（ギター）。宇宙から来たデンジ犬[4]。現在は東京都品川区大崎を拠点としている。※2013年11月17日、志木市民まつり「カッパだよ！全員集合！」での初ライブよりバンドに参加。
- 石田洋介（ボーカル・ギター）。バンドマスター。作詞、作曲を担当。メンバー中、唯一の生身の人間。
- たき坊（ジャンベ ギター）。東京都八王子市公認マスコットキャラクター[5]。※2013年11月17日、志木市民まつり「カッパだよ!全員集合!」での初ライブからパートをジャンベに変更。※2019年現在、立体での活動を事実上休止中。
- すがもん（タンバリン）。巣鴨地蔵通り商店街公式マスコットキャラクター[6]。

## その他のメンバー
- アックマ（ギター）。北海道応援キャラクター。2015年2月28日に志木パルシティホールにて開催された「アイタイ～石田洋介キャラクターコンサート」から、その後のアイタイツアー、2015年7月のナカイチ祭ヨジロック（秋田県秋田市）2015年9月のご当地キャラまつりinすさき（高知県須崎市）など、数多くのステージでGCB47と競演・共演。最近では「feat.アックマ」の冠のもとで参加することが多く、準レギュラー状態。カパルとともにキャラクターメタルバンド「CHARAMEL」（ふなっしー・カパル・アックマ・にゃんごすたー）のメンバーでもある。
- しんじょう君（ギター）。高知県須崎市公式マスコットキャラクター。2014年9月13日～14日に開催された「ご当地キャラクターまつりin須崎」（高知県須崎市）にてサプライズメンバーとして参加。「すさきすきキャラしんじょう君のうた（作詞作曲：石田洋介）」を演奏。[7]
- ATD47（コーラス）。キャラクターのアテンド担当やイベントの出演者、スタッフなどから成るコーラス隊。2013年11月17日、志木市民まつりでの初ライブでその存在がバンマス石田より明かされた。
- ゴーヤ先生（キーボード）。福知山環境会議公式マスコットキャラクター。2014年5月5日に開催された「ご当地キャラクター大集合in福知山　～ゴーヤ先生のお誕生会～」（京都府福知山市・福知山市厚生会館ホール）にて、石田・カパル・ニャジロウと共に演奏。
- さなせなぼな（コーラス）。長崎県佐世保市九十九島非公式キャラクター。2014年5月18日に開催された「船橋市場・開設45周年記念　船橋市場だヨ！全員集合」に参加。
- 有明ガタゴロウ（コーラス）。有明海の潟ん中に住むムツゴロウ型ゆるキャラ。2014年5月18日に開催された「船橋市場・開設45周年記念　船橋市場だヨ！全員集合」などに参加。
- 与次郎（ギター）。エリアなかいちマスコットキャラクター。2014年7月26日に開催された「ナカイチ祭2　ヨジロックフェスティバル」（秋田県秋田市エリアなかいち）にて、ゴーヤ先生と共に演奏に参加。
- おしなりくん（ドラム）。おしなり商店街振興組合のイメージキャラクター。2014年11月15日に開催された「志木市民まつり志木市民まつり2014」（埼玉県志木市）にて、別のイベント参加のため出席できなかったドラム担当ニャジロウの替りに、サプライズメンバーとして参加。
- こにゅうどうくん（ギター）。四日市市のマスコットキャラクター。2015年10月16日に開催された「アイタイ4」（滋賀県彦根市ひこね文化プラザ）にゲスト出演。
- お猿のくぅ（ボーカル）。岐阜県飛騨高山の非公式キャラクター。2015年10月16日に開催された「アイタイ4」以降、自身のテーマソングである「MONKEY KUU（作詞作曲：石田洋介）」のボーカルを担当。

## 来歴
- 2012年11月18日の第5回志木市民まつり「カッパだよ!全員集合！」で、カパル、戸越銀次郎、アックマが初めて楽器を用いたセッションを披露。
- 2012年12月22日の巣鴨地蔵通り商店街イベント「サンタすがもんと仲間達☆2012」にて、石田、カパル、銀次郎がクリスマスソングをセッションしたのがバンドの原型とされる。
- 2013年7月13日、秋田市で開催された「ナカイチ祭」にて再びこの3名がステージに登場した際、「ご当地キャラバンドのテーマ」を生演奏で披露、これがのちにＶＡ『ゆるくないうたコレクション～ご当地キャラクター・ソングス～』（徳間ジャパンコミュニケーションズ、2013年11月6日発売）に収録された「GCB47のテーマ～GOTOUCHIラブ!」の原型となった。
- 2013年9月末、都内ライブハウスにて「GCB47のテーマ～GOTOUCHIラブ！」PVの撮影と記者会見を実施。後にPVが公開され、当日ふなっしーが友情出演していたことがわかった。[8][9][10][11]
- 2013年11月6日、ＶＡ『ゆるくないうたコレクション～ご当地キャラクター・ソングス～』（徳間ジャパンコミュニケーションズ）リリース。
- 2013年11月17日、第6回志木市民まつり「カッパだよ！全員集合！」にて、初めて全メンバーによる生演奏が披露された。[12]その際、たき坊のパートチェンジ（ギター→ジャンベ）と、スパンキー（ギター）の加入が発表された。[13][14]
- 2013年11月23日「ゆるキャラさみっとin羽生」にてライブを披露。[15]この日は会場の都合で、石田の歌以外はすべてあてぶりとなった。
- 2013年12月1日　横浜市内の「Quest Yokohama」にて開催された「ご当地キャラクター in Club」にてライブを披露。この日はメンバーが揃わず、カパル（ベース）と石田（ギター、ボーカル）に、地元男性デュオ「youkan」らが加わった編成で数曲を生演奏。この模様は2013年12月16日付け東京新聞「TOKYO発」に写真付きで紹介された。[16]
- 2014年5月14日　初のシングル「きゃらきゃら天国」（CD+DVD/TKCA-74079/\1,800+税）発売予定。今作はダンサーとして、いとうまゆが参加している。[17][18][19]
- 2014年5月18日　「船橋市場開設45周年記念　船橋市場だヨ！全員集合」開催。GCB47が生演奏を披露した。（ゲストに寺嶋由芙、いとうまゆ、アックマ、コアックマが参加。[20]
- 2014年5月24日　「まんパクin昭和記念公園（東京都立川市）」にてGCB47が生演奏を披露した。メンバーはたき坊、スパンキー、ニャジロウ、石田洋介で、演奏したのは石田とスパンキーのみだったが、プライベートでイベントを訪れていた寺嶋由芙が呼び込まれ「きゃらきゃら天国」ダンスを披露した。
- 2014年5月25日　イトーヨーカドー八王子店にてGCB47インストアライブ。メンバーはたき坊、スパンキー、ニャジロウ、石田洋介で、演奏したのは石田とスパンキーのみだった。
- 2014年5月31日　「ご当地キャラクターフェスティバルinすみだ2014」にGCB47が出演。メンバーはすがもん、たき坊、石田洋介のほか、ダンサーとしてくもっくる（渋谷Flowerプロジェクト シブハナ公式マスコット、渋谷区公園通り公認キャラクター）、みっけ（樟葉宮表参道商店会）が参加。演奏したのは石田のみだったが、ゲストとして「くもっくるミラクル　ぴっぴきゅぅきゅぅ」シンガーの「まゆき」が参加した。翌6月1日はすがもん、石田のほか、うなりくん（千葉県成田市・観光PRキャラクター）、ゾンベアー（北海道小樽市・有限会社ハシエンダインターナショナル）、ちょうせい豆乳くん（日本豆乳協会公認キャラクター）がダンサーとして参加。途中、石田に呼び込まれるかたちで、さのまる（佐野ブランドキャラクター）、こーた（平井親和会商店街振興組合公認キャラクター）などがステージにあがり「きゃらきゃら天国」ダンスを披露した。
- 2015年2月～11月　石田洋介＆キャラクター「アイタイ」コンサート各会場に出演（2/28志木市民会館パルシティ、5/30曳舟文化センター、8/1志木市民会館パルシティ、10/16彦根市文化プラザ、11/23羽生市産業文化ホール）。
- 2016年3月　「さよなら豊島公会堂！GCB47フリーLIVE」豊島公会堂(東京都豊島区)に出演。
- 2016年7月　キャラクターコンサート「PUZZLE」（志木市民会館パルシティ）に出演。
- 2017年8月25～28日　台湾にて開催の「TouchTheJapan」にてライブ開催、ベストパフォーマンス賞を受賞（メンバー：カパル、アックマ、ブッシャア・アズナブル、石田洋介）。[21]
- 2017年12月　キャラクターコンサート「MIRACLE」（志木市パルシティ）出演。
- 2018年7月14日　ふなっしー主催「ふなっしー PRESENTS ご当地キャラFES ～梨祭り2018～ in 神宮外苑」（神宮外苑軟式球場）に出演（カパルはCHARAMELの仙台ライブのため欠席、ベース代打はMINTNeko、ギターに田光マコト、コーラスにゆきゆっき参加）。
- 2019年7月　ニャジロウ脱退表明。
- 2019年8月17日　浜名湖パルパル「泡ガーデン」より、ドラムにブッシャア・アズナブル暫定加入。
- 2019年10月9日　志木市民会館パルシティ「WelcomeToGhoulCity～約束の場所で」にて、CHARAMELと対バン。
- 2021年6月5日　志木市民会館パルシティにて「アイタイ2021」に出演。

## ディスコグラフィ

### アルバム
- 「ゆるくないうたコレクション～ご当地キャラクター・ソングス」徳間ジャパンコミュニケーションズ（TKCA-74009）2013.11.6
- 「ゆるくないうたコレクション2～ご当地キャラクター・ソングス」YOUNG RECORDS （YIRC-0002）2015.11.21

### シングル
- 「きゃらきゃら天国」 徳間ジャパンコミュニケーションズ（TKCA-74079）2014.5.14
- 「きゃらきゃらロケンロー！」YOUNG RECORDS （YIRC-0006）2021.6.5

## メディア出演

### テレビ
- フジテレビ
  - めざましテレビ - 2013年10月1日
- TBS
  - 情報7days ニュースキャスター - 2013年12月28日
- テレビ埼玉
  - ごごたま - 2014年1月16日

### ラジオ
- 栃木放送
  - ラジっちゃう？ - 2013年11月18日　石田、すがもん出演
  - MF - 2013年12月7日　石田、すがもん出演
- ニッポン放送
  - 中村こずえのみんなでニッポン日曜日! - 2014年5月11日　石田（電話インタビュー）
  - 中村こずえのみんなでニッポン日曜日! - 2014年1月5日　石田、たき坊、すがもん出演